# أدولف كارل نوي
أدولف كارل نوي (بالألمانية: Adolf Carl Noé؛ بالإنجليزية: Adolf Carl Noé) هو إحاثي وعالم نبات وجيولوجي أسترالي ونمساوي، ولد في 28 أكتوبر 1873 في غراتس في النمسا، وتوفي في 10 أبريل 1939.